# Giải thưởng ATP World Tour
Đây là danh sách tất cả các giải thưởng được trao bởi Hiệp hội quần vợt nhà nghề (ATP) World Tour cho các tay vợt và các đối tượng khác nổi bật trong một mùa giải.

## Tay vợt của năm
| Năm  | Tay vợt            | Quốc gia    |
| ---- | ------------------ | ----------- |
| 1975 | Arthur Ashe        | Hoa Kỳ      |
| 1976 | Björn Borg         | Thụy Điển   |
| 1977 | Björn Borg (2)     | Thụy Điển   |
| 1978 | Björn Borg (3)     | Thụy Điển   |
| 1979 | Björn Borg (4)     | Thụy Điển   |
| 1980 | Björn Borg (5)     | Thụy Điển   |
| 1981 | John McEnroe       | Hoa Kỳ      |
| 1982 | Jimmy Connors      | Hoa Kỳ      |
| 1983 | John McEnroe (2)   | Hoa Kỳ      |
| 1984 | John McEnroe (3)   | Hoa Kỳ      |
| 1985 | Ivan Lendl         | Tiệp Khắc   |
| 1986 | Ivan Lendl (2)     | Tiệp Khắc   |
| 1987 | Ivan Lendl (3)     | Tiệp Khắc   |
| 1988 | Mats Wilander      | Thụy Điển   |
| 1989 | Boris Becker       | Tây Đức     |
| 1990 | Stefan Edberg      | Thụy Điển   |
| 1991 | Stefan Edberg (2)  | Thụy Điển   |
| 1992 | Jim Courier        | Hoa Kỳ      |
| 1993 | Pete Sampras       | Hoa Kỳ      |
| 1994 | Pete Sampras (2)   | Hoa Kỳ      |
| 1995 | Pete Sampras (3)   | Hoa Kỳ      |
| 1996 | Pete Sampras (4)   | Hoa Kỳ      |
| 1997 | Pete Sampras (5)   | Hoa Kỳ      |
| 1998 | Pete Sampras (6)   | Hoa Kỳ      |
| 1999 | Andre Agassi       | Hoa Kỳ      |
| 2000 | Gustavo Kuerten    | Brasil      |
| 2001 | Lleyton Hewitt     | Úc          |
| 2002 | Lleyton Hewitt (2) | Úc          |
| 2003 | Andy Roddick       | Hoa Kỳ      |
| 2004 | Roger Federer      | Thụy Sĩ     |
| 2005 | Roger Federer (2)  | Thụy Sĩ     |
| 2006 | Roger Federer (3)  | Thụy Sĩ     |
| 2007 | Roger Federer (4)  | Thụy Sĩ     |
| 2008 | Rafael Nadal       | Tây Ban Nha |
| 2009 | Roger Federer (5)  | Thụy Sĩ     |
| 2010 | Rafael Nadal (2)   | Tây Ban Nha |
| 2011 | Novak Djokovic     | Serbia      |
| 2012 | Novak Djokovic (2) | Serbia      |
| 2013 | Rafael Nadal (3)   | Tây Ban Nha |
| 2014 | Novak Djokovic (3) | Serbia      |
| 2015 | Novak Djokovic (4) | Serbia      |
| 2016 | Andy Murray        | Anh Quốc    |
| 2017 | Rafael Nadal (4)   | Tây Ban Nha |

## Đồng đội của năm
| Năm  | Tay vợt                                               |
| ---- | ----------------------------------------------------- |
| 1975 | Brian Gottfried Raúl Ramírez                          |
| 1976 | Brian Gottfried (2) Raúl Ramírez (2)                  |
| 1977 | Bob Hewitt Frew McMillan                              |
| 1978 | Bob Hewitt (2) Frew McMillan (2)                      |
| 1979 | Peter Fleming John McEnroe                            |
| 1980 | Bob Lutz Stan Smith                                   |
| 1981 | Peter Fleming (2) John McEnroe (2)                    |
| 1982 | Sherwood Stewart Ferdi Taygan                         |
| 1983 | Peter Fleming (3) John McEnroe (3)                    |
| 1984 | Peter Fleming (4) John McEnroe (4)                    |
| 1985 | Ken Flach Robert Seguso                               |
| 1986 | Hans Gildemeister Andrés Gómez                        |
| 1987 | Stefan Edberg Anders Järryd                           |
| 1988 | Rick Leach Jim Pugh                                   |
| 1989 | Rick Leach (2) Jim Pugh (2)                           |
| 1990 | Pieter Aldrich Danie Visser                           |
| 1991 | John Fitzgerald Anders Järryd (2)                     |
| 1992 | Todd Woodbridge Mark Woodforde                        |
| 1993 | Grant Connell Patrick Galbraith                       |
| 1994 | Jacco Eltingh Paul Haarhuis                           |
| 1995 | Todd Woodbridge (2) Mark Woodforde (2)                |
| 1996 | Todd Woodbridge (3) Mark Woodforde (3)                |
| 1997 | Todd Woodbridge (4) Mark Woodforde (4)                |
| 1998 | Jacco Eltingh (2) Paul Haarhuis (2)                   |
| 1999 | Leander Paes Mahesh Bhupathi                          |
| 2000 | Todd Woodbridge (5) Mark Woodforde (5) (team article) |
| 2001 | Jonas Björkman Todd Woodbridge (6)                    |
| 2002 | Mark Knowles Daniel Nestor                            |
| 2003 | Bob Bryan Mike Bryan                                  |
| 2004 | Mark Knowles (2) Daniel Nestor (2)                    |
| 2005 | Bob Bryan (2) Mike Bryan (2)                          |
| 2006 | Bob Bryan (3) Mike Bryan (3)                          |
| 2007 | Bob Bryan (4) Mike Bryan (4)                          |
| 2008 | Nenad Zimonjić Daniel Nestor (3)                      |
| 2009 | Bob Bryan (5) Mike Bryan (5)                          |
| 2010 | Bob Bryan (6) Mike Bryan (6)                          |
| 2011 | Bob Bryan (7) Mike Bryan (7)                          |
| 2012 | Bob Bryan (8) Mike Bryan (8)                          |
| 2013 | Bob Bryan (9) Mike Bryan (9)                          |
| 2014 | Bob Bryan (10) Mike Bryan (10) (team article)         |
| 2015 | Jean-Julien Rojer Horia Tecău                         |
| 2016 | Jamie Murray Bruno Soares                             |

## Huấn luyện viên của năm
| Năm  | Huấn luyện viên | Cho tay vợt    |
| ---- | --------------- | -------------- |
| 2016 | Magnus Norman   | Stan Wawrinka  |
| 2017 | Neville Godwin  | Kevin Anderson |

## Tay vợt tiến bộ của năm
| Năm  | Tay vợt               | Quốc gia    |
| ---- | --------------------- | ----------- |
| 1973 | Vijay Amritraj        | Ấn Độ       |
| 1974 | Guillermo Vilas       | Argentina   |
| 1975 | Vitas Gerulaitis      | Hoa Kỳ      |
| 1976 | Wojciech Fibak        | Ba Lan      |
| 1977 | Brian Gottfried       | Hoa Kỳ      |
| 1978 | John McEnroe          | Hoa Kỳ      |
| 1979 | Víctor Pecci          | Paraguay    |
| 1980 | Not given             | Not given   |
| 1981 | Ivan Lendl            | Tiệp Khắc   |
| 1982 | Peter McNamara        | Úc          |
| 1983 | Jimmy Arias           | Hoa Kỳ      |
| 1984 | Not given             | Not given   |
| 1985 | Boris Becker          | Tây Đức     |
| 1986 | Mikael Pernfors       | Thụy Điển   |
| 1987 | Peter Lundgren        | Thụy Điển   |
| 1988 | Andre Agassi          | Hoa Kỳ      |
| 1989 | Michael Chang         | Hoa Kỳ      |
| 1990 | Pete Sampras          | Hoa Kỳ      |
| 1991 | Jim Courier           | Hoa Kỳ      |
| 1992 | Henrik Holm           | Thụy Điển   |
| 1993 | Todd Martin           | Hoa Kỳ      |
| 1994 | Yevgeny Kafelnikov    | Nga         |
| 1995 | Thomas Enqvist        | Thụy Điển   |
| 1996 | Tim Henman            | Anh Quốc    |
| 1997 | Patrick Rafter        | Úc          |
| 1998 | Andre Agassi (2)      | Hoa Kỳ      |
| 1999 | Nicolás Lapentti      | Ecuador     |
| 2000 | Marat Safin           | Nga         |
| 2001 | Goran Ivanišević      | Croatia     |
| 2002 | Paradorn Srichaphan   | Thái Lan    |
| 2003 | Rainer Schüttler      | Đức         |
| 2004 | Joachim Johansson     | Thụy Điển   |
| 2005 | Rafael Nadal          | Tây Ban Nha |
| 2006 | Novak Djokovic        | Serbia      |
| 2007 | Novak Djokovic (2)    | Serbia      |
| 2008 | Jo-Wilfried Tsonga    | Pháp        |
| 2009 | John Isner            | Hoa Kỳ      |
| 2010 | Andrey Golubev        | Kazakhstan  |
| 2011 | Alex Bogomolov, Jr.   | Hoa Kỳ      |
| 2012 | Marinko Matosevic     | Úc          |
| 2013 | Pablo Carreño Busta   | Tây Ban Nha |
| 2014 | Roberto Bautista Agut | Tây Ban Nha |
| 2015 | Hyeon Chung           | Hàn Quốc    |
| 2016 | Lucas Pouille         | Pháp        |
| 2017 | Denis Shapovalov      | Canada      |

## ATP Star of Tomorrow
| Năm                         | Tay vợt                     | Nationality                 |
| ↓ Tay vợt mới nổi của năm ↓ | ↓ Tay vợt mới nổi của năm ↓ | ↓ Tay vợt mới nổi của năm ↓ |
| --------------------------- | --------------------------- | --------------------------- |
| 1975                        | Vitas Gerulaitis            | Hoa Kỳ                      |
| 1976                        | Wojciech Fibak              | Ba Lan                      |
| 1977                        | Tim Gullikson               | Hoa Kỳ                      |
| 1978                        | John McEnroe                | Hoa Kỳ                      |
| 1979                        | Vincent Van Patten          | Hoa Kỳ                      |
| 1980                        | Mel Purcell                 | Hoa Kỳ                      |
| 1981                        | Tim Mayotte                 | Hoa Kỳ                      |
| 1982                        | Chip Hooper                 | Hoa Kỳ                      |
| 1983                        | Scott Davis                 | Hoa Kỳ                      |
| 1984                        | Bob Green                   | Hoa Kỳ                      |
| 1985                        | Jaime Yzaga                 | Perú                        |
| 1986                        | Ulf Stenlund                | Thụy Điển                   |
| 1987                        | Richey Reneberg             | Hoa Kỳ                      |
| 1988                        | Michael Chang               | Hoa Kỳ                      |
| 1989                        | Sergi Bruguera              | Tây Ban Nha                 |
| 1990                        | Fabrice Santoro             | Pháp                        |
| 1991                        | Byron Black                 | Zimbabwe                    |
| 1992                        | Andriy Medvedev             | Ukraina                     |
| 1993                        | Patrick Rafter              | Úc                          |
| 1994                        | Albert Costa                | Tây Ban Nha                 |
| 1995                        | Mark Philippoussis          | Úc                          |
| 1996                        | Dominik Hrbatý              | Slovakia                    |
| 1997                        | Julián Alonso               | Tây Ban Nha                 |
| 1998                        | Marat Safin                 | Nga                         |
| 1999                        | Juan Carlos Ferrero         | Tây Ban Nha                 |
| 2000                        | Olivier Rochus              | Bỉ                          |
| 2001                        | Andy Roddick                | Hoa Kỳ                      |
| 2002                        | Paul-Henri Mathieu          | Pháp                        |
| 2003                        | Rafael Nadal                | Tây Ban Nha                 |
| 2004                        | Florian Mayer               | Đức                         |
| 2005                        | Gaël Monfils                | Pháp                        |
| 2006                        | Benjamin Becker             | Đức                         |
| 2007                        | Jo-Wilfried Tsonga          | Pháp                        |
| 2008                        | Kei Nishikori               | Nhật Bản                    |
| 2009                        | Horacio Zeballos            | Argentina                   |
| 2010                        | Tobias Kamke                | Đức                         |
| 2011                        | Milos Raonic                | Canada                      |
| 2012                        | Martin Kližan               | Slovakia                    |
| ↓ ATP Star of Tomorrow ↓    |                             |                             |
| 2013                        | Jiří Veselý                 | Cộng hòa Séc                |
| 2014                        | Borna Ćorić                 | Croatia                     |
| 2015                        | Alexander Zverev            | Đức                         |
| 2016                        | Taylor Fritz                | Hoa Kỳ                      |
| 2017                        | Denis Shapovalov            | Canada                      |

Từ năm 2013, giải ATP Star of Tomorrow đã thay thế cho giải Newcomer of the Year. ATP Star of Tomorrow được trao cho tay vợt trẻ nhất trong Top 100 bảng xếp hạng ATP Singles.

## Tay vợt trở lại của năm
| Năm  | Tay vợt                   | Quốc gia        |
| ---- | ------------------------- | --------------- |
| 1979 | Arthur Ashe               | Hoa Kỳ          |
| 1980 | Không trao giải           | Không trao giải |
| 1981 | Bob Lutz                  | Hoa Kỳ          |
| 1982 | Jeff Borowiak             | Hoa Kỳ          |
| 1983 | Butch Walts               | Hoa Kỳ          |
| 1984 | Không trao giải           | Không trao giải |
| 1985 | Không trao giải           | Không trao giải |
| 1986 | Không trao giải           | Không trao giải |
| 1987 | Không trao giải           | Không trao giải |
| 1988 | Không trao giải           | Không trao giải |
| 1989 | Goran Prpić               | Nam Tư          |
| 1990 | Thomas Muster             | Áo              |
| 1991 | Jimmy Connors             | Hoa Kỳ          |
| 1992 | Henri Leconte             | Pháp            |
| 1993 | Mikael Pernfors           | Thụy Điển       |
| 1994 | Guy Forget                | Pháp            |
| 1995 | Derrick Rostagno          | Hoa Kỳ          |
| 1996 | Stéphane Simian           | Pháp            |
| 1997 | Sergi Bruguera            | Tây Ban Nha     |
| 1998 | Younes El Aynaoui         | Maroc           |
| 1999 | Chris Woodruff            | Hoa Kỳ          |
| 2000 | Sergi Bruguera (2)        | Tây Ban Nha     |
| 2001 | Guillermo Cañas           | Argentina       |
| 2002 | Richard Krajicek          | Hà Lan          |
| 2003 | Mark Philippoussis        | Úc              |
| 2004 | Tommy Haas                | Đức             |
| 2005 | James Blake               | Hoa Kỳ          |
| 2006 | Mardy Fish                | Hoa Kỳ          |
| 2007 | Igor Andreev              | Nga             |
| 2008 | Rainer Schüttler          | Đức             |
| 2009 | Marco Chiudinelli         | Thụy Sĩ         |
| 2010 | Robin Haase               | Hà Lan          |
| 2011 | Juan Martín del Potro     | Argentina       |
| 2012 | Tommy Haas (2)            | Đức             |
| 2013 | Rafael Nadal              | Tây Ban Nha     |
| 2014 | David Goffin              | Bỉ              |
| 2015 | Benoît Paire              | Pháp            |
| 2016 | Juan Martín del Potro (2) | Argentina       |
| 2017 | Roger Federer             | Thụy Sĩ         |

## ATPWorldTour.com Tay vợt yêu mến nhất
| Năm  | Tay vợt            | Quốc gia |
| ---- | ------------------ | -------- |
| 2000 | Gustavo Kuerten    | Brasil   |
| 2001 | Marat Safin        | Nga      |
| 2002 | Marat Safin (2)    | Nga      |
| 2003 | Roger Federer      | Thụy Sĩ  |
| 2004 | Roger Federer (2)  | Thụy Sĩ  |
| 2005 | Roger Federer (3)  | Thụy Sĩ  |
| 2006 | Roger Federer (4)  | Thụy Sĩ  |
| 2007 | Roger Federer (5)  | Thụy Sĩ  |
| 2008 | Roger Federer (6)  | Thụy Sĩ  |
| 2009 | Roger Federer (7)  | Thụy Sĩ  |
| 2010 | Roger Federer (8)  | Thụy Sĩ  |
| 2011 | Roger Federer (9)  | Thụy Sĩ  |
| 2012 | Roger Federer (10) | Thụy Sĩ  |
| 2013 | Roger Federer (11) | Thụy Sĩ  |
| 2014 | Roger Federer (12) | Thụy Sĩ  |
| 2015 | Roger Federer (13) | Thụy Sĩ  |
| 2016 | Roger Federer (14) | Thụy Sĩ  |
| 2017 | Roger Federer (15) | Thụy Sĩ  |

## ATPWorldTour.com Đôi yêu mến nhất
| Năm  | Tay vợt                                  |
| ---- | ---------------------------------------- |
| 2005 | Bob Bryan Mike Bryan                     |
| 2006 | Bob Bryan Mike Bryan (2)                 |
| 2007 | Bob Bryan Mike Bryan (3)                 |
| 2008 | Bob Bryan Mike Bryan (4)                 |
| 2009 | Bob Bryan Mike Bryan (5)                 |
| 2010 | Bob Bryan Mike Bryan (6)                 |
| 2011 | Bob Bryan Mike Bryan (7)                 |
| 2012 | Bob Bryan Mike Bryan (8)                 |
| 2013 | Bob Bryan Mike Bryan (9)                 |
| 2014 | Bob Bryan Mike Bryan (10)                |
| 2015 | Bob Bryan Mike Bryan (11)                |
| 2016 | Bob Bryan Mike Bryan (12)                |
| 2017 | Bob Bryan Mike Bryan (13) (team article) |

## Stefan Edberg Giải thưởng thể thao
Được bình chọn bởi các tay vợt của ATP.
| Năm                                   | Player                      | Nationality                 |
| ↓ ATP Sportsmanship Award ↓           | ↓ ATP Sportsmanship Award ↓ | ↓ ATP Sportsmanship Award ↓ |
| ------------------------------------- | --------------------------- | --------------------------- |
| 1977                                  | Arthur Ashe                 | Hoa Kỳ                      |
| 1978                                  | Không trao giải             | Không trao giải             |
| 1979                                  | Stan Smith                  | Hoa Kỳ                      |
| 1980                                  | Jaime Fillol                | Chile                       |
| 1981                                  | José Luis Clerc             | Argentina                   |
| 1982                                  | Steve Denton                | Hoa Kỳ                      |
| 1983                                  | José Higueras               | Tây Ban Nha                 |
| 1984                                  | Brian Gottfried             | Hoa Kỳ                      |
| 1985                                  | Mats Wilander               | Thụy Điển                   |
| 1986                                  | Yannick Noah                | Pháp                        |
| 1987                                  | Miloslav Mečíř              | Tiệp Khắc                   |
| 1988                                  | Stefan Edberg               | Thụy Điển                   |
| 1989                                  | Stefan Edberg (2)           | Thụy Điển                   |
| 1990                                  | Stefan Edberg (3)           | Thụy Điển                   |
| 1991                                  | John Fitzgerald             | Úc                          |
| 1992                                  | Stefan Edberg (4)           | Thụy Điển                   |
| 1993                                  | Todd Martin                 | Hoa Kỳ                      |
| 1994                                  | Todd Martin (2)             | Hoa Kỳ                      |
| 1995                                  | Stefan Edberg (5)           | Thụy Điển                   |
| ↓ Stefan Edberg Sportsmanship Award ↓ |                             |                             |
| 1996                                  | Àlex Corretja               | Tây Ban Nha                 |
| 1997                                  | Patrick Rafter              | Úc                          |
| 1998                                  | Àlex Corretja (2)           | Tây Ban Nha                 |
| 1999                                  | Patrick Rafter (2)          | Úc                          |
| 2000                                  | Patrick Rafter (3)          | Úc                          |
| 2001                                  | Patrick Rafter (4)          | Úc                          |
| 2002                                  | Paradorn Srichaphan         | Thái Lan                    |
| 2003                                  | Paradorn Srichaphan (2)     | Thái Lan                    |
| 2004                                  | Roger Federer               | Thụy Sĩ                     |
| 2005                                  | Roger Federer (2)           | Thụy Sĩ                     |
| 2006                                  | Roger Federer (3)           | Thụy Sĩ                     |
| 2007                                  | Roger Federer (4)           | Thụy Sĩ                     |
| 2008                                  | Roger Federer (5)           | Thụy Sĩ                     |
| 2009                                  | Roger Federer (6)           | Thụy Sĩ                     |
| 2010                                  | Rafael Nadal                | Tây Ban Nha                 |
| 2011                                  | Roger Federer (7)           | Thụy Sĩ                     |
| 2012                                  | Roger Federer (8)           | Thụy Sĩ                     |
| 2013                                  | Roger Federer (9)           | Thụy Sĩ                     |
| 2014                                  | Roger Federer (10)          | Thụy Sĩ                     |
| 2015                                  | Roger Federer (11)          | Thụy Sĩ                     |
| 2016                                  | Roger Federer (12)          | Thụy Sĩ                     |
| 2017                                  | Roger Federer (13)          | Thụy Sĩ                     |

## Hoạt động nhân đạo Arthur Ashe của năm
| Năm  | Tay vợt                                | Quốc gia          |
| ---- | -------------------------------------- | ----------------- |
| 1983 | John McEnroe                           | Hoa Kỳ            |
| 1984 | Alan King                              | Hoa Kỳ            |
| 1985 | Stan Smith Margie Smith                | Hoa Kỳ · Hoa Kỳ   |
| 1986 | Kay McEnroe                            | Hoa Kỳ            |
| 1987 | Rob Finkelstein                        | Hoa Kỳ            |
| 1988 | Không trao giải                        | Không trao giải   |
| 1989 | Không trao giải                        | Không trao giải   |
| 1990 | Marie-Claire Noah                      | Pháp              |
| 1991 | John O'Shea                            | Ireland           |
| 1992 | Arthur Ashe                            | Hoa Kỳ            |
| 1993 | Orville Brown                          | Hoa Kỳ            |
| 1994 | Paul McNamee                           | Úc                |
| 1995 | Andre Agassi                           | Hoa Kỳ            |
| 1996 | Paul Flory                             | Hoa Kỳ            |
| 1997 | Nelson Mandela                         | Nam Phi           |
| 1998 | Patrick Rafter                         | Úc                |
| 1999 | Mac Winker                             | Hoa Kỳ            |
| 2000 | Richard Krajicek                       | Hà Lan            |
| 2001 | Andre Agassi (2)                       | Hoa Kỳ            |
| 2002 | Amir Hadad Aisam-ul-Haq Qureshi        | Israel · Pakistan |
| 2003 | Gustavo Kuerten                        | Brasil            |
| 2004 | Andy Roddick                           | Hoa Kỳ            |
| 2005 | Carlos Moyà                            | Tây Ban Nha       |
| 2006 | Roger Federer                          | Thụy Sĩ           |
| 2007 | Ivan Ljubičić                          | Croatia           |
| 2008 | James Blake                            | Hoa Kỳ            |
| 2009 | MaliVai Washington                     | Hoa Kỳ            |
| 2010 | Rohan Bopanna Aisam-ul-Haq Qureshi (2) | Ấn Độ · Pakistan  |
| 2011 | Rafael Nadal                           | Tây Ban Nha       |
| 2012 | Novak Djokovic                         | Serbia            |
| 2013 | Roger Federer (2)                      | Thụy Sĩ           |
| 2014 | Andy Murray                            | Anh Quốc          |
| 2015 | Bob Bryan Mike Bryan                   | Hoa Kỳ · Hoa Kỳ   |
| 2016 | Marin Čilić                            | Croatia           |
| 2017 | Horia Tecău                            | România           |

## Giải đấu của năm
| Năm  | ATP World Tour Masters 1000 | ATP World Tour 500 | ATP World Tour 250        |
| ---- | --------------------------- | ------------------ | ------------------------- |
| 1986 |                             | Cincinnati         | Stuttgart                 |
| 1987 | Stratton Mountain           | Stuttgart          |                           |
| 1988 | Indianapolis                | Stuttgart          |                           |
| 1989 | Indianapolis                | Stuttgart          |                           |
| 1990 | Indianapolis                | Memphis            |                           |
| 1991 | Indianapolis                | Gstaad             |                           |
| 1992 | Indianapolis                | Scottsdale         |                           |
| 1993 | Indianapolis                | Scottsdale         |                           |
| 1994 | Indianapolis                | Sun City           |                           |
| 1995 | Indianapolis                | Tel Aviv           |                           |
| 1996 | Indianapolis                | Gstaad             |                           |
| 1997 | Indianapolis                | Kitzbühel          |                           |
| 1998 | Miami                       | Dubai              |                           |
| 1999 | Miami                       | Lyon & Scottsdale  |                           |
| 2000 | Miami                       | Halle              |                           |
| 2001 | Monte Carlo                 | Indianapolis       | Shanghai                  |
| 2002 | Miami                       | Kitzbühel          | Båstad                    |
| 2003 | Miami                       | Dubai              | Houston & Båstad          |
| 2004 | Miami                       | Dubai              | Houston & Båstad          |
| 2005 | Miami                       | Dubai              | Båstad                    |
| 2006 | Miami                       | Dubai              | Båstad                    |
| 2007 | Monte Carlo                 | Acapulco           | Båstad                    |
| 2008 | Miami                       | Dubai              | Båstad                    |
| 2009 | Thượng Hải                  | Dubai              | Båstad                    |
| 2010 | Thượng Hải                  | Dubai              | Båstad                    |
| 2011 | Thượng Hải                  | Dubai              | Båstad                    |
| 2012 | Thượng Hải                  | Dubai              | Båstad                    |
| 2013 | Thượng Hải                  | Dubai              | Queen's Club              |
| 2014 | Indian Wells                | Dubai              | Queen's Club              |
| 2015 | Indian Wells                | Queen's Club       | Doha & St. Petersburg     |
| 2016 | Indian Wells                | Queen's Club       | Stockholm & Winston-Salem |